# Klisterbånd
Klisterbånd eller tape findes i mange varianter af basismateriale belagt med et tyndt lag klæbemiddel på en eller begge sider.
Kan bruges til at fastgøre én ting til en anden.
Klisterbånd kan have mange former for klæbemiddelstyper:

## Trykaktiveret klisterbånd
Trykaktiveret klisterbånd (Traditionel selvklæbende klisterbånd, gaffertape,...) består typisk af papir, plastfolie, film, tekstil eller metalfolie. Trykaktiveret klisterbånd klistrer kun på grund af tryk – varme, opløsningsmidler eller anden aktivering er ikke nødvendig.
Dobbeltklæbende klisterbånd anvendes f.eks. til at klistre et gulvtæppe fast til underlaget, så det ikke kan skride under brug.

## Selvklæbende klisterbånd og røntgenstråler
I amerikansk og russisk faglitteratur er det flere gange blevet nævnt at klisterbånd kan udsende røntgenstråler når det pilles af.
En artikel i det ansete amerikanske videnskabelige tidsskrift Nature, viser forskere at selvklæbende klisterbånd under afrulning i et lufttomt rum afgiver så meget røntgenstråler, at man kan lave et røntgenbillede af en finger. Man har ingen forklaring (2008) på hvordan røntgenstrålerne dannes.